# Palazzo Corner Spinelli
Palazzo Corner Spinelli is een historisch paleis in Venetië, gelegen aan het Canal Grande in de wijk San Marco. Het is een van de vroegste en meest invloedrijke voorbeelden van renaissancearchitectuur in de stad.

## Geschiedenis
Het paleis werd gebouwd tussen 1497 en 1500 in opdracht van de familie Corner (ook gespeld als Cornaro), een invloedrijke Venetiaanse adellijke familie. De architect was Mauro Codussi, een sleutelfiguur in de introductie van renaissancevormen in de Venetiaanse bouwkunst.
Later werd het paleis eigendom van de familie Spinelli, van wie het gebouw zijn huidige naam heeft gekregen.

## Architectuur
Het paleis wordt beschouwd als een belangrijk voorbeeld van vroege renaissance-architectuur in Venetië. Kenmerken zijn onder andere:
- Een symmetrische gevel met klassieke verhoudingen
- Halfronde bogen boven de ramen
- Pilasters met korinthische kapitelen
- Gebruik van Istrisch kalksteen voor detaillering

De gevel aan het Canal Grande heeft een harmonieuze driedeling en past binnen het strakke en evenwichtige ontwerp dat Codussi toepaste in meerdere van zijn Venetiaanse bouwwerken.

## Ligging
Palazzo Corner Spinelli ligt naast Palazzo Querini Benzon en tegenover Palazzo Pisani Moretta, aan een bocht in het Canal Grande. Deze prominente ligging benadrukt het belang van het gebouw binnen het stedelijk en sociaal weefsel van renaissance-Venetië.

## Invloed
Het gebouw had een belangrijke invloed op latere paleizen in de stad. Het was een vroege breuk met de gotische stijl die tot dan toe dominant was in Venetië en betekende een belangrijke stap in de acceptatie van renaissanceprincipes in de stedelijke architectuur.